# Chuanliao (köpinghuvudort i Kina, Zhejiang Sheng, lat 28,26, long 120,21)
Chuanliao (kinesiska: 船寮, 船寮镇) är en köpinghuvudort i Kina. Den ligger i provinsen Zhejiang, i den östra delen av landet, omkring 220 kilometer söder om provinshuvudstaden Hangzhou. Antalet invånare är 26 602. Befolkningen består av 12 893 kvinnor och 13 709 män. Barn under 15 år utgör 21,0 %, vuxna 15-64 år 66 %, och äldre över 65 år 11,0 %.
Runt Chuanliao är det ganska tätbefolkat, med 134 invånare per kvadratkilometer. Chuanliao är det största samhället i trakten. I omgivningarna runt Chuanliao växer i huvudsak blandskog.
Genomsnittlig årsnederbörd är 2 331 millimeter. Den regnigaste månaden är juni, med i genomsnitt 383 mm nederbörd, och den torraste är januari, med 67 mm nederbörd.